# 데이비드 오파토슈
데이빗 오파토슈(David Opatoshu, 1918년 1월 30일 ~ 1996년 4월 30일)는 미국의 작가, 각본가, 연극 배우, 영화배우, 텔레비전 배우이다.

## 방송
- 닥터 게논

## 영화
- 암흑가의 분노 (1982년)
- 비욘드 이블 (1980년)
- 아메리카슨 (1979년)
- 천국의 문(영어판) (1979년)
- 별들의 전쟁(영어판) (1979년)
- 누가 이 비를 멈추랴 (1978년)
- 엔터베 특공 작전 (1977년)
- 특수기동대 (1975년)
- 여형사 페페 (1974년)
- 닥터 게논 (1969년)
- 건파이터의 최후 (1969년)
- 하와이 5-0수사대 (1968년)
- 키에프의 신화 (1968년)
- 0011 나폴레옹 솔로 - 지옥특파 (1966년)
- 타잔 - 마이크 헨리 편 1 (1966년)
- 찢어진 커튼 (1966년)
- 제5전선 (1966년)
- FBI (1965년)
- 첩보원 0011 (1964년)
- 더 카디널 (1963년)
- 건스 오브 다크니스 (1962년) - 프레지던트 리베라 역
- 최고의 적수 (1961년)
- 영광의 탈출 (1960년)
- 시머론 (1960년)
- 파티 걸 (1958년)
- 까라마조프의 형제들 (1958년)
- 애니 넘버 캔 플레이 (1949년)
- 스튜디오 원 (1948년)